# Yang Xiaoli
Yang Xiaoli (杨晓丽S, Yáng XiǎolìP; 1º settembre 1990) è una pugile cinese.

## Palmarès
- Mondiali

Jeju 2014: oro nei pesi mediomassimi.
Astana 2016: oro nei pesi mediomassimi.
Nuova Delhi 2018: oro nei pesi massimi.
Ulan-Udė 2019: argento nei pesi massimi.
- Campionati asiatici

Ulaan Chab 2015: oro nei pesi mediomassimi.
Ho Chi Minh 2017: oro nei pesi mediomassimi.
Bangkok 2019: oro nei pesi massimi.